# اوجنتو
اوجنتو (به ایتالیایی: Ugento) یک کومونه در ایتالیا است که در استان لچه واقع شده‌است. اوجنتو ۹۸ کیلومتر مربع مساحت و ۱۲٬۰۷۶ نفر جمعیت دارد و ۱۰۸ متر بالاتر از سطح دریا واقع شده‌است.